# Катя Атанасова
Катя Атанасова е българска журналистка, продуцент, редактор, писателка и драматург.

## Биография и творчество
Катя Богданова Атанасова е родена през 1959 г. в София. Получава бакалавърска степен по българска филология в Софийския университет „Св. Климент Охридски“ и магистърска степен по културни и литературни изследвания в Нов български университет.
След дипломирането си работи като преподавател по литература, литературен наблюдател и редактор на в-к „Капитал“. Била е редактор в „Литературен вестник“.
Била е водеща на авторско предаване за градска култура „Рефлексия“ в радио „Франс Интернационал“. Работила е като редактор във вестник „Капитал“ в периода 2005 – 2007 г., творчески директор на рекламна агенция Ideo Saatchi&Saatchi, главен редактор на списание EGO в периода 2008 – 2009 г., и главен редактор на Bulgaria Air Inflight Magazine в периода 2009 – 2010 г. Била е  "Рицар на книгата" и носител на "Златно перо" за 2007 година. Редактор на книги от Радослав Парушев, Антон Терзиев, Васил Георгиев, Александър Чобанов и др.
През 2011 г. е творчески директор в Bright&Right. От началото на 2012 г. работи като продуцент „Външни и ко-продукции“ в БНТ. По нейна идея е създадена документалната поредица  „Отворени досиета“, която разказва за хора, репресирани от комунистическия режим. Тя е и продуцент на поредицата.. Продуцент  и сценарист на „История.бг“ от февруари 2021 г. . Редактор от страна на БНТ на „Моят плейлист“.
Пише за редица литературни издания. Създател и съорганизатор е на единственото в България състезание „Лига на разказвачите“ за разказване на устни истории, провеждащо се от 2005 г.
През 2006 г. е издаден сборникът ѝ с разкази „Неспокойни истории“. Някои от разказите ѝ са публикувани в „Литературен вестник“, „Егоист“, „Интро“, „Капитал Light“. Granta.
Автор е на пиесата „Да изядеш ябълката“, която се играе като независимо представление в периода 2011 – 2014.
Разказът ѝ „Страх от глезени“, в превод на Богдан Русев, е избран за годишната антология Best European Fiction на американското издателство Dalkey Archive Press за 2014 година.

## Произведения

### Сборници
- „Неспокойни истории“ (2006), изд. „Обсидиан“ – разкази[10]

### Пиеси
- „Да изядеш ябълката“ (2012)

### Разкази
- „Хела“ (2003)
- „За котките и хората“ (2003)
- „Една друга събота“ (2004)
- „Отглеждане на истории“
- „Страх от глезени“ (2013)